# Індекс HOMA
Індекс HOMA (HOMA-IR), від англ. Homeostatic model assessment — метод оцінки чутливості до інсуліну тканин організму. Вперше метод описали під назвою HOMA Метьюз (англ. Matthews D. R.) та співавтори у 1985 році.

## Виведення формули HOMA
Автори HOMA використали дані фізіологічних досліджень для розробки математичних рівнянь, що описують регуляцію глюкози як петлю зворотного зв'язку. Вони опублікували комп'ютерне програмне забезпечення, яке розв'язує ці рівняння, дозволяючи оцінювати інсулінорезистентність та функцію β-клітин підшлункової залози на основі рівня глюкози та інсуліну натщесерце. Також було опубліковано рівняння (див. нижче), що давало приблизно ті ж самі результати, що й рання версія комп'ютерного програмного забезпечення.
З того часу комп'ютерна модель була вдосконалена до моделі HOMA2, щоб краще відображати фізіологію людини, і перекалібрована до сучасних методів аналізу інсуліну. У цій оновленій версії стало можливим визначати чутливість до інсуліну та функцію β-клітин за парними значеннями рівня глюкози в плазмі натщесерце та концентрацій інсуліну, специфічного інсуліну або C-пептиду, визначених радіоімунологічним методом. Автори рекомендують використовувати комп'ютерне програмне забезпечення всюди, де це можливо.

## Структура моделі HOMA
Модель HOMA спочатку була розроблена як окремий випадок більш загальної структурної моделі (HOMA-CIGMA), яка включає підхід безперервної інфузії глюкози з моделлю оцінки (CIGMA); обидві методики використовують математичні рівняння для опису функціонування основних ефекторних органів, що впливають на взаємодію глюкози/інсуліну.
Апроксимуюче рівняння для інсулінорезистентності в ранній моделі використовувало зразок плазми натщесерце і було виведено за допомогою добутку інсулін-глюкоза, поділеного на константу (припускаючи, що нормальні за вагою, здорові суб'єкти віком до 35 років, які мають 100 % функцію β-клітин, мають інсулінорезистентність, що дорівнює 1).
| {\displaystyle {\text{HOMA-IR}}={\frac {{\text{Глюкоза}}\times {\text{Інсулін}}}{22.5}}}         | {\displaystyle {\text{HOMA-IR}}={\frac {{\text{Глюкоза}}\times {\text{Інсулін}}}{405}}}          |
| {\displaystyle {\text{HOMA-}}\beta ={\frac {20\times {\text{Інсулін}}}{{\text{Глюкоза}}-3.5}}\%} | {\displaystyle {\text{HOMA-}}\beta ={\frac {360\times {\text{Інсулін}}}{{\text{Глюкоза}}-63}}\%} |
| Глюкоза у молярних одиницях (ммоль/л)                                                            | Глюкоза у масових одиницях (мг/дл)                                                               |

IR означає інсулінорезистентність, а %β — функцію β-клітин (точніше, це індекс толерантності до глюкози, тобто міра здатності протидіяти навантаженню глюкозою). Інсулін вказується в мкОд/мл (μU/mL). Рівні глюкози та інсуліну вимірюються натщесерце.
Ця модель добре корелювала з оцінками, отриманими за допомогою методу еуглікемічного клемпу (коефіцієнт кореляції r = 0,88).
Автори HOMA та HOMA2 ретельно протестували ці моделі порівняно з іншими показниками інсулінорезистентності (або її оберненої величини, чутливості до інсуліну) та функції β-клітин.
Наведені вище апроксимаційні формули стосуються HOMA і є приблизними оцінками моделі поблизу нормальних рівнів глюкози та інсуліну в людини. Фактична розрахована компартментна модель HOMA2 опублікована та доступна онлайн.

## Практичне застосування
Індекс HOMA дає змогу виявити інсулінорезистентність навіть у випадках нормальних рівнів інсуліну та/або глюкози і дозволяє лікарю почати корекцію факторів ризику ще до моменту встановлення діагнозу цукрового діабету.

### Показання до визначення індексу HOMA
Аналіз на індекс HOMA-IR може бути призначений для діагностики або моніторингу станів, які з високою імовірністю супроводжуються метаболічними розладами, зокрема — інсулінорезистентністю:
- ожиріння;
- метаболічний синдром;
- порушення вуглеводного чи ліпідного обміну (дисліпідемія, атеросклероз);
- цукровий діабет;
- артеріальна гіпертензія;
- синдром полікістозних яєчників (СПКЯ);
- хронічна ниркова недостатність;
- жирова хвороба печінки;
- гестаційний цукровий діабет (діабет вагітних);
- патологія гіпофіза або надниркових залоз;
- деякі інфекційні або онкологічні захворювання;
- наявність чорного акантозу (acantosis nigricans).

### Підготовка до аналізу
Для одержання коректних результатів діагностики необхідно дотримуватись правил підготовки:
- кров здається виключно натщесерце;
- за 12 год до здачі крові — виключити вживання їжі, алкоголю та обмежити фізичну активність (допускається вживання питної негазованої води);
- якщо можливо — виключити прийом ліків (якщо відмінити прийом ліків неможливо — повідомте про це лабораторію);
- дітей віком до 5 років перед здачею крові бажано поїти питною негазованою водою (порціями до 150—200 мл, протягом 30 хвилин);
- для грудних дітей — перед здачею крові витримати максимально можливу паузу між годуваннями.

### Оцінка показників
Результатом лабораторного аналізу з визначення індексу HOMA є число — індекс інсулінорезистентності.
Для індексу HOMA не встановлено уніфікованих референтних значень, а багато авторів приймають порогове значення HOMA-IR для підтвердження інсулінорезистентності в діапазоні від 2 до 4.
Референтні значення індексу HOMA відрізняються у різних лабораторіях, і якщо ідеальним показником вважається 1 (вказує на оптимальний рівень чутливості до інсуліну), то верхня межа норми в різних лабораторіях України зазначається від 2,5 до 3. Для деяких інших етнічних груп межі норми можуть бути жорсткішими (наприклад, в одному з досліджень для корейської популяції був прийнятий за норму індекс HOMA-IR нижче 2,2).
Більшість аналітичних лабораторій автоматично розраховують значення індексу HOMA і надають цей результат пацієнту в комплекті з результатом основних аналізів. Це призводить до хибної думки, що, наприклад, HOMA-IR понад 2,5 дозволяє діагностувати інсулінорезистентність і вимагає невідкладного лікарського втручання. Це неправильна тактика, хоча б тому, що немає референтних значень, які можна було б використовувати в клінічній медицині. Навіть сам Девід Р. Метьюз (англ. David R. Matthews) у 2004 році опублікував статтю, в якій критикував зловживання використанням інтерпретації HOMA-IR.
Хоча поріг для рівнів HOMA-IR, який визначає наявність інсулінорезистентності і метаболічного синдрому, залежить від таких факторів, як вік, стать, етнічна приналежність, генетичні особливості і клінічні стани, більшість досліджень виявили вищу поширеність метаболічного синдрому в осіб з підвищеним HOMA-IR.

### Вплив на індекс HOMA
Оскільки індекс HOMA є прямо залежним від рівня інсулінорезистентності, заходи, спрямовані на зниження інсулінорезистентності також впливають на показник індексу HOMA.
Якщо у пацієнта діагностована інсулінорезистентність, рекомендується розглянути кілька стратегій для її корекції:

#### 1. Дієтичні зміни
Рекомендується збалансований раціон, багатій цільними зернами, фруктами, овочами, нежирними білками та здоровими жирами. Потрібно уникати рафінованого цукру та оброблених харчових продуктів. Рекомендованими є продукти з низьким глікемічним індексом, щоб допомогти регулювати рівень глюкози в крові.

#### 2. Регулярна фізична активність
Рекомендовані регулярні фізичні навантаження, зокрема швидка ходьба, біг підтюпцем, плавання або силові тренування. Прагніть принаймні 150 хвилин вправ середньої інтенсивності на тиждень. Регулярні фізичні вправи покращують поглинання глюкози м'язами та знижують резистентність до інсуліну, навіть якщо це не призводить до значної втрати ваги.

#### 3. Керування вагою
Слід підтримувати здорову масу тіла, оскільки надмірна вага, особливо в ділянці живота (абдомінальне ожиріння), може підвищити резистентність до інсуліну. Втрата ваги має бути поступовою, переважно за допомогою поєднання дієти та фізичних вправ.

#### 4. Адекватний сон
Пацієнт має отримувати достатній за тривалістю і якісний сон, оскільки поганий сон може негативно вплинути на чутливість до інсуліну. Загальною рекомендацією є нічний сон протягом 7-9 годин.

#### 5. Керування стресом
Рекомендуються методи зниження стресу, такі як медитація, йога, вправи на глибоке дихання тощо. Хронічний стрес може підвищити резистентність до інсуліну.

#### 6. Ліки та харчові добавки
Будь-які фармакологічні втручання мають бути призначені (схвалені) лікарем. У деяких випадках для підвищення чутливості до інсуліну можуть бути призначені препарати метформіну. Щодо застосування харчових добавок — вони можуть мати певну користь, проте доказова база їх ефективності і безпечності часто відсутня.

#### 7. Регулярний моніторинг
Пацієнтам з діагностованою інсулінорезистентністю рекомендований регулярний контроль рівню глюкози в крові та інсуліну, щоб відстежувати прогрес і вносити необхідні корективи у свій план оздоровлення.